# Андрушки (Полтавський район)
Андрушки́ — село в Україні, у Полтавській міській громаді Полтавського району Полтавської області. Населення становить 63 осіб. Орган місцевого самоврядування — Полтавська міська рада.

## Географія
Село Андрушки знаходиться на лівому березі річки Коломак, вище за течією на відстані 1 км розташоване село Соснівка, нижче за течією примикає село Макухівка, на протилежному березі - село Затурине. До села примикає лісовий масив (сосна).

## Історія
12 червня 2020 року, відповідно до розпорядження Кабінету Міністрів України № 721-р «Про визначення адміністративних центрів та затвердження територій територіальних громад Полтавської області», село увійшло до складу Полтавської міської громади.
19 липня 2020 року, в результаті адміністративно - територіальної реформи та ліквідації Полтавського району (1925—2020), село увійшло до складу новоутвореного Полтавського району.